# Sophie von Sachsen (1845–1867)

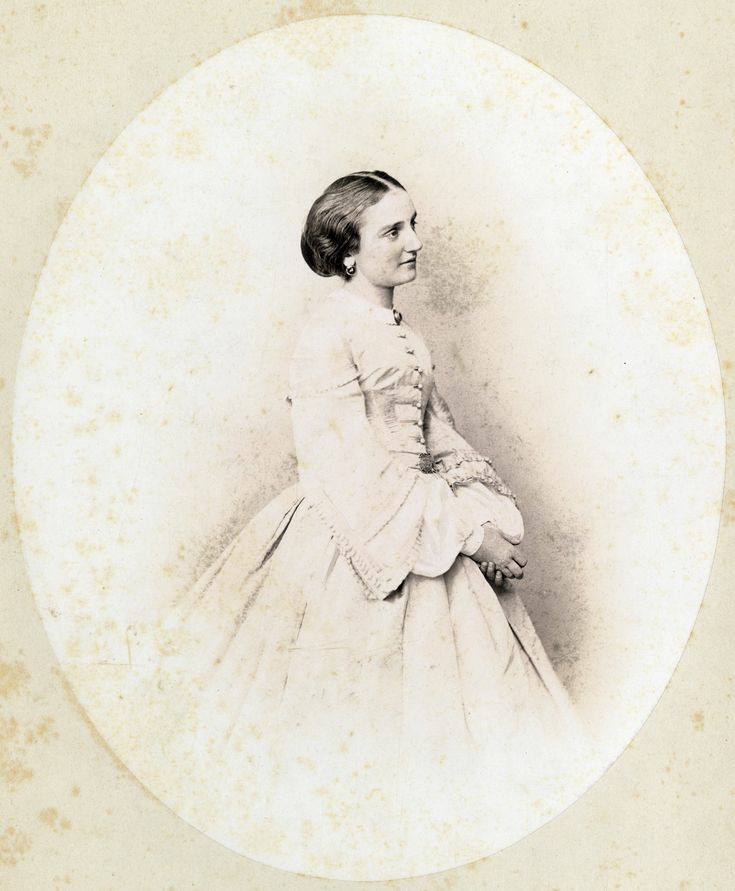
Prinzessin Sophie von Sachsen

Sophie von Sachsen, vollständiger Name Sophie Maria Friederike Auguste Leopoldine Alexandrine Ernestine Albertine Elisabeth (* 15. März 1845 in Dresden; † 9. März 1867 in München) war eine Prinzessin von Sachsen aus der albertinischen Linie der Wettiner und durch Heirat Herzogin in Bayern.

## Leben
Sophie war die jüngste Tochter von König Johann I. von Sachsen und Prinzessin Amalie Auguste von Bayern.
Sie heiratete am 11. Februar 1865 in Dresden ihren Cousin 1. und 3. Grades Herzog Karl Theodor in Bayern, Sohn von Herzog Maximilian in Bayern und Prinzessin Ludovika Wilhelmine von Bayern. 
Nach der Geburt ihres einzigen Kindes, Amalie in Bayern, am 24. Dezember 1865 kränkelte sie und starb schließlich im März 1867 mit knapp 22 Jahren an einer Grippe. 
Sie liegt begraben in Tegernsee.

## Vorfahren
| Ahnentafel von Sophie von Sachsen | Ahnentafel von Sophie von Sachsen                                                                | Ahnentafel von Sophie von Sachsen                                                                | Ahnentafel von Sophie von Sachsen                                                         | Ahnentafel von Sophie von Sachsen                                                       | Ahnentafel von Sophie von Sachsen                                                                          | Ahnentafel von Sophie von Sachsen                                                                        | Ahnentafel von Sophie von Sachsen                                                                      | Ahnentafel von Sophie von Sachsen                                                           |
| --------------------------------- | ------------------------------------------------------------------------------------------------ | ------------------------------------------------------------------------------------------------ | ----------------------------------------------------------------------------------------- | --------------------------------------------------------------------------------------- | --- | --- | --- | ------------------------------------------------------------------------------------------- |
| Ur-Ur Großeltern                  | König August III. (1696–1763) ⚭ 1719 Maria Josepha von Österreich (1699–1757)                    | Kaiser Karl VII. (1697–1745) ⚭ 1722 Maria Amalia von Österreich (1701–1756)                      | Herzog Philipp von Parma (1720–1765) ⚭ 1738 Marie Louise Élisabeth de Bourbon (1727–1759) | Kaiser Franz I. Stephan (1708–1765) ⚭ 1736 Maria Theresia (1717–1780)                   | Herzog Christian III. von Pfalz-Zweibrücken (1674–1735) ⚭ 1719 Karoline von Nassau-Saarbrücken (1704–1774) | Joseph Karl von Pfalz-Sulzbach (1694–1729) ⚭ 1717 Elisabeth Auguste Sofie von der Pfalz (1693–1728)      | Großherzog Karl Friedrich von Baden (1728–1811) ⚭ 1751 Karoline Luise von Hessen-Darmstadt (1723–1783) | Landgraf Ludwig IX. (1719–1790) ⚭ 1741 Karoline Henriette von Pfalz-Zweibrücken (1721–1774) |
| Urgroßeltern                      | Kurfürst Friedrich Christian von Sachsen (1722–1763) ⚭ 1747 Maria Antonia von Bayern (1724–1780) | Kurfürst Friedrich Christian von Sachsen (1722–1763) ⚭ 1747 Maria Antonia von Bayern (1724–1780) | Herzog Ferdinand von Bourbon (1751–1802) ⚭ 1769 Maria Amalia von Österreich (1746–1804)   | Herzog Ferdinand von Bourbon (1751–1802) ⚭ 1769 Maria Amalia von Österreich (1746–1804) | Friedrich Michael von Pfalz-Birkenfeld (1724–1767) ⚭ 1746 Maria Franziska von Pfalz-Sulzbach (1724–1794)   | Friedrich Michael von Pfalz-Birkenfeld (1724–1767) ⚭ 1746 Maria Franziska von Pfalz-Sulzbach (1724–1794) | Karl Ludwig von Baden (1755–1801) ⚭ 1774 Amalie von Hessen-Darmstadt (1754–1832)                       | Karl Ludwig von Baden (1755–1801) ⚭ 1774 Amalie von Hessen-Darmstadt (1754–1832)            |
| Großeltern                        | Maximilian von Sachsen (1759–1838) ⚭ 1792 Caroline von Bourbon-Parma (1770–1804)                 | Maximilian von Sachsen (1759–1838) ⚭ 1792 Caroline von Bourbon-Parma (1770–1804)                 | Maximilian von Sachsen (1759–1838) ⚭ 1792 Caroline von Bourbon-Parma (1770–1804)          | Maximilian von Sachsen (1759–1838) ⚭ 1792 Caroline von Bourbon-Parma (1770–1804)        | König Maximilian I. Joseph (1756–1825) ⚭ 1797 Karoline von Baden (1776–1841)                               | König Maximilian I. Joseph (1756–1825) ⚭ 1797 Karoline von Baden (1776–1841)                             | König Maximilian I. Joseph (1756–1825) ⚭ 1797 Karoline von Baden (1776–1841)                           | König Maximilian I. Joseph (1756–1825) ⚭ 1797 Karoline von Baden (1776–1841)                |
| Eltern                            | König Johann von Sachsen (1801–1873) ⚭ 1822 Amalie Auguste von Bayern (1801–1877)                | König Johann von Sachsen (1801–1873) ⚭ 1822 Amalie Auguste von Bayern (1801–1877)                | König Johann von Sachsen (1801–1873) ⚭ 1822 Amalie Auguste von Bayern (1801–1877)         | König Johann von Sachsen (1801–1873) ⚭ 1822 Amalie Auguste von Bayern (1801–1877)       | König Johann von Sachsen (1801–1873) ⚭ 1822 Amalie Auguste von Bayern (1801–1877)                          | König Johann von Sachsen (1801–1873) ⚭ 1822 Amalie Auguste von Bayern (1801–1877)                        | König Johann von Sachsen (1801–1873) ⚭ 1822 Amalie Auguste von Bayern (1801–1877)                      | König Johann von Sachsen (1801–1873) ⚭ 1822 Amalie Auguste von Bayern (1801–1877)           |
| Sophie von Sachsen                |                                                                                                  |                                                                                                  |                                                                                           |                                                                                         | | | |                                                                                             |

## Nachkommen
- Amalie in Bayern (1865–1912) ⚭ 1892 Herzog Wilhelm von Urach